# Dwergzeepkruid
Dwergzeepkruid (Saponaria pumila, synoniem: Saponaria pumilio) is een plant uit de anjerfamilie (Caryophyllaceae). In het Duits wordt de plant 'Niedriges Seifenkraut' of 'Zwerg-Seifenkraut' genoemd, in het Italiaans heet deze aponaria minore.

## Verspreidingsgebied
De plant komt in de Alpen voor vanaf Oost-tirol naar het oosten, in de Dolomieten en de Sarntaler Alpen. In deze gebieden kan ze plaatselijk algemeen zijn. Ze komt hier voor tot hoogten van 2700 meter.
Ze heeft een voorkeur voor kalkarme bodem, en kan gevonden worden bij dwergstruikheides, weiden met Carex curvula en andere voedselarme weiden, bij Pinus mugo en op gesteentes.

## Beschrijving
De plant wordt niet voor niets dwergzeepkruid genoemd, hij wordt slechts 3-5-10 cm hoog. De zodevormende groeiwijze helpt haar in het alpine klimaat te overleven.
De stengels dragen een bloem, waarvan de vijf kroonbladen 2-2,5 cm breed worden. Ze zijn rozerood, met naar het midden toe een donkerrode kleur. Ze zijn kort ingekeept. De kelk is 13-15 mm lang, zwak gezwollen, en kort maar duidelijk behaard. De bloeitijd loopt van juli of augustus tot september
De bladeren zijn naaldvormig en kaal.
Ze zijn met een stevige wortel in de grond verankerd.